# 亜細亜大学の人物一覧
亜細亜大学の人物一覧（あじあだいがくのじんぶついちらん）は、亜細亜大学及び興亜専門学校に関係する人物の一覧記事。

## 学園創設者・理事長・理事・学長
- 菊池武夫（興亜専門学校設立者、初代校長、財団法人興亜協会（運営母体）初代理事長）
- 藤原繁（興亜専門学校実質的創立者の一人、また同校の前身でもある国士舘専門学校興亜科創立を首唱）
- 岩田愛之助（興亜専門学校創立の中心人物）
- 副島義一（興亜専門学校創立の中心人物）
- 五島慶太（亜細亜学園第2代理事長、東急グループ実質的創業者）
- 五島昇（亜細亜学園第3代理事長）
- 瀬島龍三（亜細亜学園第4代理事長）
- 清水仁（亜細亜学園第5代理事長）
- 上條清文（亜細亜学園第6代理事長）
- 越村敏昭（亜細亜学園第7代理事長）
- 野本弘文（亜細亜学園会長）
- 唐沢俊樹（亜細亜学園理事）
- 似鳥昭雄（亜細亜学園理事）
- 髙橋和夫（亜細亜学園評議員）
- 太田耕造（亜細亜大学初代学長、亜細亜学園初代理事長、亜細亜大学実質的創立者の一人）
- 早川崇（亜細亜大学第2代学長）
- 衞藤瀋吉（亜細亜大学第4代学長、国際政治学者）
- 池島政広（亜細亜大学第7代・第9代学長、商学者）
- 栗田充治（亜細亜大学第10代学長、倫理学者）
- 大島正克（亜細亜大学第11代学長、会計学者）
- 永綱憲悟（亜細亜大学第12代学長、政治学者）

## 著名な教職員
- 有末賢（都市創造学部教授、社会学者）
- 青木茂男  (客員教授)
- 池内守厚（日本経済短期大学(亜細亜大学短期大学部)助手、講師、助教授）
- 石井保雄（法学部助手、法学者）
- 石川達紘（法学部教授）
- 板垣與一（経済学部教授、経済学部社会経済研究所所長、経済学者、国際政治学者）
- 猪谷善一（教授、経済学者）
- 伊藤隆  (日本文化研究所教授、歴史学者)
- 稲正樹  (法学部教授、法学者)
- 井上孚麿  (教授、法学者、歌人)
- 内海朋子  (法学部専任講師、法学者)
- 青山武憲  (法学部教授)
- 飯田稔  (法学部教授)
- 秋月弘子  (国際関係学部教授)
- 大串兎代夫  (法学部教授、法学者)
- 大澤健一（客員教授、吹奏楽団常任指揮者）
- 大沢真知子  (助教授、労働経済学者)
- 大野敏明  (講師)
- 大平善梧 (法学部教授、国際法学者)
- 岡田与好  (経済学部教授、西洋経済史学者)
- 岡本良知  (教授、歴史学者)
- 岡村久和（都市創造学部教授）
- 奥井智之（経済学部教授、社会学者）
- 小川太郎  (法学部教授、行刑学者)
- 小倉朋子  (講師、フードコンサルタント、フードコーディネーター)
- 小田村寅二郎  (教授)
- 小貫芳信  (法学部教授)
- 梶村昇  (名誉教授、仏教学者)
- 金井景子  (教養部助教授、日本近代文学研究者)
- 勝田有恒（教員、法学者）
- 金森誠也  (教養部教授、ドイツ文学者)
- 兼清弘之  (教授、経済学者)
- 鎌田遵  (経営学部准教授、アメリカ先住民研究者)
- 鴨良弼  (法学部教授、法学者)
- 川勝良昭  (客員教授、プロジェクトマネジメント研究者)
- 喜多了祐 (法学部教授、法学者)
- 倉前盛通  (教授、政治学者)
- 筑井甚吉  (客員教授、経済学者)
- 叶精二  (講師、映像研究家)
- 菊谷正人（教授、会計学者）
- 金賢貞（国際関係学部多文化コミュニケーション学部准教授、民俗学者）
- 木村肥佐生 (アジア研究所教授、チベット研究者)
- 木村秀雄  (経済学部助教授、文化人類学者)
- 清瀬信次郎  (名誉教授、商法学者、知的財産法学者)
- 桐淵勘蔵  (教授、経営工学者)
- 後藤信幸  (教養部教授、フランス文学者、ドイツ文学者)
- 桑野耕三 (助教授、哲学研究者)
- 倉岡克行（教養学部教授）
- 小西克哉  (国際関係学部非常勤講師)
- 小山文太郎  (教授、社会学者、社会科教育学者)
- 友田錫  (アジア研究所所長、国際政治学者)
- 関礼子  (経済学部教授、日本近代文学研究者)
- 原仁司  (経営学部長、日本近代文学研究者)
- 佐久間正 (教授、スペイン語学者、東西交渉史学者)
- 佐々木雄大  (非常勤講師、倫理学者)
- 佐藤通次  (教授、ドイツ語学者)
- 澁谷司（教員）
- 島岡まな  (法学部助教授、刑法学者)
- 嶋津格  (法学部助教授、法学者)
- 下島連  (経営学部教授、英文学者)
- 須賀晃一  (経済学部助教授、経済学者)
- 角田美穂子  (法学部助教授、法学者)
- 鈴木忍（亜細亜大学短期大学部教授、経営学者）
- 鈴木豊（亜細亜大学副学長、会計学者）
- 高市早苗（日本経済短期大学(亜細亜大学短期大学部)助手）
- 田上穰治  (法学部教授、法学者)
- 田中誠二  (法学部教授、法学者)
- 田端公美（法学部非常勤講師、弁護士）
- 田宮裕  (教授、法学者)
- 長沢伸也  (経営学部助教授、経営学者)
- 中野藤吾（日本経済専門学校(亜細亜大学)教員、経済思想史学者）
- 中野正俊  (教授、法学者)
- 中根不覊雄（初代法学部学部長、法学者）
- 並木信義  (教授、経済学者)
- 日沖憲郎  (教授、刑法学者)
- 西村幸次郎（法学部教員、法学者）
- 丹羽京子（非常勤講師、ベンガル語学者）
- 東中野修道  (法学部法律学科教授、歴史学者)
- 藤田至孝  (名誉教授、経済学部学部長、経営学者)
- 藤本幸二（教員、法学者）
- 布施勉  (国際関係学部講師、国際法学者、布施明の実兄)
- 古川栄一  (教授、経営学者)
- 古川哲史  (教授、倫理学者)
- 前川輝光  (国際関係学部教授、宗教学者)
- 松岡拓公雄（都市創造学部長、建築家）
- 松田哲（経営学部非常勤講師）
- 増田福太郎  (教授、法学者)
- 増田義郎  (国際関係学部教授、文化人類学者、歴史学者)
- 町村泰貴  (法学部教授、法学者)
- 水野建雄  (教養部専任講師、哲学・倫理学者)
- 宮本謙介（経営学部特任教授、経済学者）
- 逸見謙三  (経済学部教授、農業経済学者)
- 森田優三  (教授、経済学者)
- 戸田義雄（日本経済短期大学(亜細亜大学短期大学部)教授、宗教学者）
- 室谷賢治郎  (大学院経営学研究科客員教授、経営学者)
- 斉藤洋  (経営学部教授、ドイツ文学者、児童文学作家)
- 重太みゆき  (経営学部ホスピタリティ・マネジメント学科教授、印象評論家)
- 柳澤絵美（非常勤講師、言語学者）
- 矢島悦太郎 (教授、社会政策学者)
- 安川一  (国際関係学部助教授、社会学者)
- 山口年一  (経営学部教授、名誉教授、会計学者)
- 山口弥一郎（教授、地理学者）
- 山田勇  (経済学部教授、経済学者、統計学者)
- 山田清市  (名誉教授、国文学者)
- 山野目章夫  (法学部専任講師、民法学者)
- 山辺六郎  (教授、会計学者)
- 遊川和郎  (教授、中国学者)
- 横川潤（経営学部ホスピタリティマネジメント学科教授、外食産業マーケティング研究者）
- 横田俊之（国際関係学部国際関係学科特任教授）
- 李廷江  (国際関係学部教授、政治学者、歴史学者)
- 游仲勲  (教授、経済学者)
- 大泉啓一郎（アジア研究所教授）
- 助川成也（アジア研究所特別研究員、経済学者）
- 堀江徹（アジア研究所研究員）
- 山室三良（アジア研究所研究員、中国哲学者）
- 高鷲忠美（大学図書館司書、図書館情報学者）
- 生原昭宏（硬式野球部第3代監督）
- 矢野祐弘（硬式野球部第4代監督）
- 正村公弘（硬式野球部第8代監督）
- 佐藤信之（陸上競技部監督）
- 佐々木悟（陸上競技部監督）
- 田村信喜（合気道部指導者）
- 小長谷宗一（吹奏楽団指揮者）
- 淀彰（吹奏楽団指揮者）
- 雲井雅人（吹奏楽団指揮者、コーチ）

## 著名な出身者

### 研究者
- 鯉渕信一（亜細亜大学第6代学長、モンゴル語学者）
- 芦名裕子（聖学院大学講師、宗教学者、国文学者）
- 碓氷悟史（亜細亜大学名誉教授、会計学者）
- 佐藤信之（亜細亜大学講師、交通評論家）
- 吉岡勉（東洋大学国際観光学部准教授、亜細亜大学経済学部非常勤講師、産業能率大学非常勤講師）
- 山田勝（駒澤大学名誉教授、商学者）
- 新田時也（東海大学准教授、観光経済学者）
- 林金莖（長栄大学（台湾）教授）
- ペマ・ギャルポ（拓殖大学教授、桐蔭横浜大学教授、国際政治学者）

### 教育者
- 小川義男（狭山ヶ丘高等学校・付属中学校校長、埼玉県私立中学高等学校協会会長）

### 政界
- 田中六助（元衆議院議員、通商産業大臣、内閣官房長官、自民党幹事長、自民党政調会長、興亜専門学校）
- 安次富修（元衆議院議員、元沖縄県議会議員）
- 萱野志朗（アイヌ民族党代表、萱野茂二風谷アイヌ資料館長）
- 勝部修（元岩手県一関市長、元岩手県県南広域振興局長）
- 岸田一夫（茨城県鉾田市長、元鉾田市議会議員）
- 塩田金次郎（元福島県石川町長、元福島県議会議員） 中退
- 土屋哲男（元長野県東御市長、元長野県東部町長）
- 内藤登（元山梨県韮崎市長、元山梨県議会議員、元韮崎市議会議員）
- 大柴邦彦（次期山梨県北杜市長、元山梨県議会議員、元山梨県議会議長）
- 並木正年（埼玉県鴻巣市長、元埼玉県議会議員、元鴻巣市議会議員）
- 堀泰一郎（元宮崎県小林市長）
- 前田終止（元鹿児島県霧島市長、元鹿児島県議会議員）
- 荒木耕治（鹿児島県屋久島町長）
- 山本春樹 （外交官、文筆家）

### 財界
- 仲津正朗 （Orb共同創業者・元代表取締役CEO、元日本ブロックチェーン協会理事、沖縄科学技術大学院大学アントレプレナー・イン・レジデンス）
- 保坂嘉弘 （マッグガーデン創業者・代表取締役社長、元月刊少年ガンガン編集長）
- 星野正則 （ドトールコーヒー代表取締役社長、ドトール・日レスホールディングス代表取締役社長、日本フランチャイズチェーン協会副会長）
- 端木正和 （サーチナ創業者・代表取締役社長、恩来教育基金理事長）
- 横田宗（特定非営利活動法人ACTION代表）

### メディア

#### 新聞記者
- 近藤哲司（産業経済新聞社代表取締役社長）

#### アナウンサー
- 石井綾子（元秋田放送アナウンサー）
- 石森則和（元FMぐんまアナウンサー、文化放送記者）
- 榎本文克（元福島テレビアナウンサー）
- 小笠原大介（琉球放送スポーツキャスター）
- 小野厚徳（フリーアナウンサー、元ブルームバーグテレビジョンアンカーマン、アナウンサー元ショップチャンネルキャスト（現在はTalk company代表　小野裕士（おの ゆうじ）として活動中）
- 皆藤慎太郎（フリーアナウンサー、元テレビユー福島アナウンサー）
- 勝田和宏 （元テレビ朝日アナウンサー）
- 國本良博（フリーアナウンサー、元静岡放送アナウンサー）
- 粉川真一（宮崎放送アナウンサー）
- 坂口奈央（元岩手めんこいテレビアナウンサー）
- 田部井華子（元福島中央テレビアナウンサー）
- 宮城さつき（フリーアナウンサー、元琉球朝日放送アナウンサー）
- 渡辺徹  （元広島ホームテレビアナウンサー）
- 大久保涼香（フリーアナウンサー、元岩手めんこいテレビ、元WOWOWアナウンサー）
- 橋浦多美（フリーアナウンサー、ファイナンシャルプランナー）
- 駒村多恵（フリーキャスター）
- 川内天子（芸能リポーター）

### スポーツ

#### プロ野球

##### 現役選手
- 矢野雅哉（広島東洋カープ）
- 内間拓馬（広島東洋カープ）
- 髙橋遥人（阪神タイガース）
- 木浪聖也（阪神タイガース）
- 岡留英貴（阪神タイガース）
- 山﨑康晃（横浜DeNAベイスターズ）
- 平内龍太（読売ジャイアンツ）
- 北村拓己（東京ヤクルトスワローズ）
- 松本健吾（東京ヤクルトスワローズ）
- 板山祐太郎（中日ドラゴンズ）
- 加藤竜馬（中日ドラゴンズ）
- 田中幹也（中日ドラゴンズ）
- 草加勝（中日ドラゴンズ）
- 東浜巨（福岡ソフトバンクホークス）
- 嶺井博希（福岡ソフトバンクホークス）
- 松本晴（福岡ソフトバンクホークス）
- 重松凱人（福岡ソフトバンクホークス）
- 中村稔弥（千葉ロッテマリーンズ）
- 藤岡裕大（千葉ロッテマリーンズ）
- 河村説人（千葉ロッテマリーンズ） 中退
- 青山美夏人（埼玉西武ライオンズ）
- 頓宮裕真（オリックス・バファローズ）
- 九里亜蓮（オリックス・バファローズ）
- 薮田和樹（オイシックス新潟アルビレックスBC）
- 水野貴士 (石川ミリオンスターズ、在学時は準硬式野球部に所属)

##### 引退選手
- 阿部慶二 (元・広島東洋カープ） 中退
- 飯田哲矢 (元・広島東洋カープ)
- 岩見優輝（元・広島東洋カープ）
- 松本奉文（元・広島東洋カープ・スカウト）
- 東山親雄（元・広島東洋カープ）
- 永川勝浩（広島東洋カープ・コーチ）
- 岩本貴裕（元・広島東洋カープ）
- 渡辺弘基（元・広島東洋カープ他）
- 加藤初（元・読売ジャイアンツほか）中退
- 木佐貫洋（読売ジャイアンツ・スカウト）
- 入来祐作（横浜DeNAベイスターズ・コーチ）
- 松田宣浩 (元・福岡ソフトバンクホークスほか)
- 赤星憲広（元・阪神タイガース）
- 山本和行（元・阪神タイガース）
- 弓長起浩（元・阪神タイガース）
- 長谷川勉（元・阪神タイガース）
- 部坂俊之（元・阪神タイガース）
- 藤本敦士（阪神タイガース・コーチ）中退
- 中田良弘 (元・阪神タイガース) 中退
- 川尻哲郎（元・阪神タイガースほか）
- 与田剛（元中日ドラゴンズ監督）
- 中田亮二（元・中日ドラゴンズ）
- 中野栄一（元・中日ドラゴンズ）
- 小山良男（元・中日ドラゴンズ）
- 久本祐一（元・中日ドラゴンズほか）
- 井端弘和（元・中日ドラゴンズほか）
- 大西崇之（元・中日ドラゴンズほか）
- 高津臣吾（東京ヤクルトスワローズ監督）
- 松井光介（元・東京ヤクルトスワローズ）
- 吉川昌宏（元・東京ヤクルトスワローズ）
- 大下佑馬（元・東京ヤクルトスワローズ）
- 宮本賢治（元・ヤクルトスワローズ）
- 小杉陽太（元・横浜DeNAベイスターズ） 中退
- 糸数敬作（元・北海道日本ハムファイターズ）
- 鈴木慶裕（元・日本ハムファイターズ）
- 古屋英夫 （元・日本ハムファイターズほか）
- 髙田知季 (元・福岡ソフトバンクホークス)
- 中原恵司（元・福岡ソフトバンクホークス）
- 養父鉄（元・福岡ダイエーホークス）
- 沖原佳典（元・東北楽天ゴールデンイーグルス・スカウト）
- 佐藤宏志（元・東北楽天ゴールデンイーグルス）
- 川本良平（元・東北楽天ゴールデンイーグルスほか）
- 正隨優弥 (元・東北楽天ゴールデンイーグルスほか)
- 大石大二郎（元オリックス・バファローズ監督）
- 大橋穣（元・阪急ブレーブスほか）
- 小池秀郎（元・大阪近鉄バファローズほか）
- 阿波野秀幸（元・近鉄バファローズほか）
- 塩屋大輔（元・オリックス・バファローズ）中退
- 佐藤和弘（元・オリックス・ブルーウェーブ、タレント）
- 大山暁史（元・オリックス・バファローズ）
- 宮﨑祐樹 (元・オリックス・バファローズ)
- 田中力（元・ロッテオリオンズ）
- 芦岡俊明（元・ロッテオリオンズ）
- 古川慎一（元・千葉ロッテマリーンズ）
- 宗接唯人（千葉ロッテマリーンズ）
- 伊藤優希（元・徳島インディゴソックス）
- グルラジャニ・ネイサン (元・新潟アルビレックス・ベースボール・クラブ) 中退
- 齋藤尊志 (元・神奈川フューチャードリームス) 中退
- 荒木治丞（元・LGツインズ）
- 河本ロバート（元・Lamigoモンキーズほか、八王子実践高校監督）

##### 野球指導者
- 内田俊雄（拓殖大学元監督、亜細亜大学元監督）
- 生田勉（亜細亜大学元監督）
- 徳田紀之（亜細亜大学元コーチ）
- 北口正光（松下電器元監督、東京農業大学監督）
- 岩本紘一（米子東高校元監督）
- 大輪弘之 (武蔵工業大学第二高校元監督)
- 橋本哲也（中京高校監督、NTT西日本元コーチ、元監督、元ゼネラルマネジャー）
- 高橋博昭（本田技研鈴鹿元監督、日本プロスポーツ専門学校元監督、永和商事ウイング元監督）
- 永井浩二 (オイスカ高校監督、浜松大学(現在の常葉大学浜松キャンパス)監督、ニューヨーク・メッツブルペン捕手)
- 森田剛史（佐賀商業高校監督、神埼清明高校元監督）
- 小田大介（神村学園高等部監督）
- 米山学 (加藤学園高校監督)
- 豊田浩之 (岩倉高校監督、元部長、元コーチ、北陸大谷高等学校(現在の小松大谷高校)元コーチ)
- 飯塚智広（元社会人野球選手、NTT東日本元監督）
- 安田真範（元社会人野球選手、東芝コーチ）
- 窪田欣也 (元社会人野球選手、丸善石油元監督、松山商業高校元監督)
- 森昌彦（アトランタオリンピック野球日本代表、中京高校コーチ、豊川高校元監督、コーチ）

##### アマチュア野球選手
- 山田勝晴（元社会人野球選手）
- 森永悦弘 (元社会人野球選手)
- 林龍郎 (元社会人野球選手)
- 坂田松一 (元社会人野球選手)
- 竹桝和也 (元社会人野球選手)
- 矢野隆司 (元社会人野球選手)
- 高橋周司 (元社会人野球選手)
- 三原昇 (元社会人野球選手)
- 山本浩司 (元社会人野球選手)
- 金谷則幸 (元社会人野球選手)
- 黒紙義弘（元社会人野球選手）
- 白倉キッサダー（元社会人野球選手）
- 平田ブルーノ（元社会人野球選手、WBCブラジル代表）
- 山木正博（元社会人野球選手）
- 中須賀諭（元社会人野球選手）
- 中本浩（元社会人野球選手）
- 佐々木正詞（社会人野球選手）
- 大河原正人 (元社会人野球選手)
- 竹内和也 (元社会人野球選手)
- 片山純一 (元社会人野球選手)
- 藤原将太 (元社会人野球選手)
- 本間篤史（社会人野球選手）
- 廣畑実（元社会人野球選手）
- 桝澤怜（社会人野球選手）
- 水本弦（社会人野球選手）
- 北村祥治 (社会人野球選手)
- 遠藤雅洋 (元社会人野球選手)
- 山田義貴 (社会人野球選手)
- 近森雄太 (社会人野球選手)
- 川本祐輔 (社会人野球選手)
- 丸山高明 (社会人野球選手)
- 嘉陽宗一郎 (社会人野球選手)
- 山本卓弥 (社会人野球選手)

##### プロ野球関係者
- 郡司真里 (審判員、在学時は軟式野球部に所属)
- 川島英夫 (トレーナー)

#### サッカー
- 奥山卓廊（元・ザスパ草津）
- 加藤毅（元・愛媛FC）
- 金子豊（元・愛媛FC）
- 黄川田賢司（元・コンサドーレ札幌、川崎フロンターレ）
- 菊池完（元・FC岐阜）
- 清水純（福島ユナイテッドFC）
- 原田大輝（元サッカー選手）
- 三吉聖王（清水エスパルス）
- 山本僚（元・ヴァンフォーレ甲府）
- 野原有希（サッカー選手）
- 伊藤香菜子（女子サッカー選手）
- 宇野涼子（女子サッカー選手）
- 小澤純子（女子サッカー選手）

#### プロテニス
- 岡本聖子 （元プロテニスプレイヤー、現テニス部コーチ、全日本テニス選手権大会単準優勝）
- 高田充 （元プロテニスプレイヤー）TIDAテニスアカデミー代表（元杉山愛選手専属コーチ、現伊藤龍馬選手コーチ）
- 佐藤博康 （プロテニスプレイヤー、全日本テニス選手権大会複優勝）
- 熊坂拓哉（テニス選手）
- 松田美咲（テニス選手）

#### 陸上競技
- 岡田正裕（亜細亜大学陸上競技部監督、ニコニコドー女子陸上競技部監督）
- 大島唯司 (JR東日本ランニングチーム監督)
- 五十嵐利治 (拓殖大学陸上競技部監督)
- 北口学 (日立物流監督)
- 堀越勝太郎（陸上競技選手）
- 山下拓郎 (拓殖大学陸上競技部男子駅伝監督)
- 岡田晃（陸上競技選手）
- 前田和之（陸上競技選手）
- 米井翔也 (陸上競技選手)
- 上土井雅大 (陸上競技選手)
- 竹井祐貴（陸上競技選手）
- 河村悠（陸上競技選手）

#### バレーボール
- 大上正裕（元JTサンダーズ）
- 北川祐介（元豊田合成トレフェルサ、愛知工業大学名電高校男子バレーボール部監督、保健体育科教諭）
- 高橋昇禎（元東レアローズ、一関修紅高校男子バレーボール部監督）
- 細川延由（元NECブルーロケッツ）
- 金丸将大（元警視庁フォートファイターズ）
- 金丸晃大（元ジェイテクトSTINGS）
- 菊地洋之（元NECブルーロケッツ）
- 小糸敬夫（元パナソニックパンサーズ）
- 町野仁志（元JTサンダーズ）
- 下川諒（サントリーサンバーズ大阪）

#### 体操
- 三浦華子（体操選手）

#### 格闘技
- 吉井山朋一郎（元大相撲力士、興亜専門学校）
- 熊本修治（柔道選手）
- 植木政明（空手家）
- 富樫宜資（空手家）
- 菅沼守人（合気道家）
- ロッキー・リン（元プロボクサー）
- 久保優太 (プロキックボクサー)

#### セパタクロー
- 飯田義隆（セパタクロー選手）
- 寺本進（セパタクロー選手）

#### 競輪
- 阿久津浩之（競輪選手、在学中の一時期は硬式野球部に所属）
- 土生敦弘（競輪選手、在学時には硬式野球部に所属） 中退

#### トライアスロン
- 秦由加子（トライアスロン選手）

### 芸能

#### 俳優・女優
- 阿井莉沙
- 石川亜沙美
- 石田ひかり
- 市丸和代
- 一宮里絵
- 稲葉友
- 大沢健
- 大塚ちか
- 大野愛友佳
- 大路恵美
- 加藤あい
- 柏原崇 ※中退
- 蒲生麻由
- 貴田みどり
- 黒川智花
- 黒田勇樹 ※中退
- 児玉多恵子
- 斉藤慶太 ※中退
- 斉藤祥太 ※中退
- 佐藤夕美子
- 酒井美紀
- 柴山智加
- 尚玄
- 高橋香波
- 瀧本美織
- 為近あんな
- 中山忍 ※中退
- 西尾まり
- 林泰文
- 藤村直樹
- 前田公輝
- 前野恵
- 松たか子 ※中退
- 増山浩一
- 水橋和夫 ※中退
- 宮島依里
- 村上友梨 ※中退
- 村嶋修
- 横山知枝
- 吉岡秀隆 ※中退

#### 音楽
- 光永亮太 ※中退
- 光上せあら ※中退
- OKP-STAR（Aqua Timez）
- シギ
- 松本英子
- 堀込泰行（キリンジ）（ミュージシャン）
- 中川奈美
- 中里真美
- 夏川りみ
- 川上ジュリア
- 西脇綾香（Perfume）
- 小山翔吾（在学当時は硬式野球部に所属していた）
- 岩橋玄樹（King & Princeの元メンバー）

#### アイドル
- 小川真澄（パンプキン）

#### 声優
- 飯田里穂
- 大山尚雄
- 木村昴

#### タレント
- 穴井夕子 ※中退
- 大野ひとみ（すっとんきょ、ちょーちんあんこー(ひぃ)）
- 小沢宏喬
- 小池里奈
- 小林眞琴
- 佐野千晃
- ベッキー
- グレート義太夫 ※中退
- 中村優一（D-BOYS）※中退
- 朱迅 （中国中央電視台アナウンサー）
- 戸島花
- 吉木りさ
- 加藤綾菜

#### ジャニーズ
- 赤坂晃（元光GENJI）
- 小原裕貴
- 北山宏光（元Kis-My-Ft2）
- 長谷川純
- 東新良和
- 松村北斗（SixTONES）
- 風間俊介 ※除籍

#### モデル
- 紺野ゆり
- 杉浦未幸
- 河邉千恵子（元ラブベリー専属モデル）※中退
- 美波千夏
- 森絵梨佳（元Seventeen専属モデル）
- 岡本あずさ（Seventeen専属モデル）
- 土屋巴瑞季（CanCam専属モデル）
- 久松郁実（CanCam専属モデル）
- 河合いよ
- 伊藤愛真
- 島袋聖南
- 森友里恵

### 文化
- 柳貴家小雪（太神楽師）
- 加藤万里奈（口笛奏者）
- 森尾理奈（漫画家）
- 藤井みほな（漫画家、短期大学部）
- 岩淵慶造（イラストレーター）
- 渋谷ザニー（ファッションデザイナー）
- 松井計（小説家）
- 野口健（環境活動家、登山家）
- 田中宝紀（社会活動家）
- 山蔭基央  (著作家、宗教家)
- 加藤弘之（テレビドラマ監督）
- 貞方祥（プロデューサー、演出家、映画監督、SHOWMAN’S主宰）
- 高橋ひでつう（ホームパーティ研究家）
- 西田一生（振り付け師）
- 入船亭扇好（落語家）
- 錦笑亭満堂（落語家、2023年6月30日までは三遊亭とむ、元お笑い芸人・末高斗夢）※中退
- 木村一基 （将棋棋士）
- 伊藤真吾 （将棋棋士）
- 藤田綾 （女流棋士）
- 伊藤沙恵 （女流棋士）
- 船戸陽子  (女流棋士)